# 3 псалми (Скорик)
3 псалми — цикл для жіночого, чоловічого та мішаного хорів Мирослава Скорика. Написаний для Сьомого хорового фестивалю «Золотоверхий Київ» у 2003 році.
Композитором використано 3 псалми у такій послідовності:
- Псалом 12 — «Чи ти мене, Боже милий, навік забуваєш», у віршованому переклад Т. Шевченка, для чоловічого хору
- Псалом 53 — «Боже, спаси, суди мене Ти по Своїй волі», у віршованому переклад Т. Шевченка, для мішаного хору
- Псалом 38 — «Не карай мене, о Господи», вільна авторська компіляція канонічного тексту, для жіночого хору